# این شهر پشت سرت خواهد آمد
این شهر پشت سرت خواهد آمد (به ترکی استانبولی: Bu Şehir Arkandan Gelecek)، یک مجموعه تلویزیونی است که توسط آی یاپیم و به تهیه‌کنندگی کرم چاتای، نویسندگی اجه یورنچ، کارگردانی چاعری ویلا لوستووالی و بازی کرم بورسین، لیلا توغوتلو و گورکان اویگون تولید شده‌است. این سریال در ۱۴ ژوئن ۲۰۱۷ پایان یافت.

## داستان
رئوف که آشپز کشتی‌های باری بود، وقتی شاهد مرگ مادرش در حالی بود که او فقط پنج سال داشت، علی را به فرزندی پذیرفت و بزرگ کرد. با هم کار کردن در کشتی‌ها، آن‌ها ۲۴ سال را پشت سر می‌گذارند. رئوف برای علی هم مادر و هم پدر است و زندگی خود را وقف او می‌کند تا آسیب دیدگی خود را فراموش کند. علی سال‌ها نمی‌خواست روی کشتی‌هایی که در استانبول تماس می‌گیرند کار کند. پس از یک ضربه بزرگ، او از شهر آزرده خاطر می‌شود، سال‌ها بعد «مادر رئوف» او موافقت می‌کند که با او بیاید زیرا آرزوی استانبول را دارد، اما فقط یک شرط دارد، به بندر نمی‌آید. با این حال رئوف مخصوص علی به استانبول آمد. او آگاه است که بیماری خودش در حال پیشرفت است. او مصمم است که رازهای گذشته علی را بدون مردن فاش کند و علی را به دستان امن بسپارد. به همین دلیل، او شاهین وارگی، قهرمان سابق بوکس را پیدا می‌کند. وقتی آن‌ها پا به بندر می‌گذارند، همه چیز همان‌طور که رئوف فکر می‌کرد، توسعه نمی‌یابد. علی به محض پیاده شدن از کشتی، قهرمان داستان دختری می‌شود که نمی‌شناسد.

## شخصیت‌های اصلی
| بازیگر        | شخصیت           | قسمت‌های بازی کرده |
| ------------- | --------------- | ----------------- |
| کرم بورسین    | علی وارگی/اسمیت | ۱–۲۰              |
| لیلا توغوتلو  | درین وارگی      | ۱–۲۰              |
| گورکان اویگون | شاهین وارگی     | ۱–۲۰              |
| عثمان آلکاش   | رئوف (آنه)      | ۱–۲۰              |
| دفنه کایالار  | نسرین           | ۱–۲۰              |

## شخصیت‌های دیگر
| بازیگر            | شخصیت                          | قسمت‌های بازی کرده |
| ----------------- | ------------------------------ | ----------------- |
| سدا آکمان         | بلگین میرکلاموغلو              | ۱–۲۰              |
| بوراک تامدوعان    | تکین گورگون‌اوغلو / میرکلاموغلو | ۱–۲۰              |
| نیلپری شاهین کایا | آصلی                           | ۱–۲۰              |
| علی یورنچ         | ییعیت بورسالی                  | ۱–۲۰              |

## تقویم پخش
| فصل   | روز و ساعت پخش | شروع فصل      | پایان فصل            | تعداد قسمت‌ها | محدوده قسمت‌ها | فصل تلویزیون | کانال تلویزیون |
| ----- | -------------- | ------------- | -------------------- | ------------ | ------------- | ------------ | -------------- |
| فصل ۱ | چهارشنبه ۲۰:۰۰ | ۴ ژانویه ۲۰۱۷ | ۱۴ ژوئن ۲۰۱۷ (فینال) | ۲۰           | ۱–۲۰          | ۲۰۱۷         | آ تی‌وی         |